# Cristóbal de Roda Antonelli
Cristóbal de Roda Antonelli. (Gatteo, Italia, 1560 - Cartagena de Indias, 1631) fue un ingeniero militar italiano.
Cristóbal de Roda era sobrino de los hermanos Antonelli (hijo de una de sus hermanas), fue llamado a España por su tío Juan Bautista, en 1578, como ayudante para las obras de fortificación en Levante y las de hacer navegable el río Tajo desde Lisboa hasta Toledo. También intervino en las de la importante presa de Tibi, en Alicante. A la muerte de su tío, en 1588 quedó como director de ellas.
En 1591 viajó a La Habana llamado por su otro tío Bautista, que dirigía las obras en varias plazas de las Indias y ya nunca volvió a España. Cuando su tío pasó a Cartagena de Indias, el quedó a cargo de las obras que dirigía su tío. En 1632 el rey le confiere la plaza de ingeniero militar de las Indias occidentales a su primo Juan Bautista para proseguir las obras que Roda había dejado comenzadas en Cartagena de indias.
- Datos: Q26720224